# Kalliráchi
Kalliráchi (Kallirachi) är en ort i Grekland.   Den ligger i prefekturen Nomós Kaválas och regionen Östra Makedonien och Thrakien, i den nordöstra delen av landet, 300 km norr om huvudstaden Aten. Kalliráchi ligger 181 meter över havet och antalet invånare är 452. Den ligger på ön Thassos.
Terrängen runt Kalliráchi är kuperad åt sydost, men åt nordväst är den platt. Havet är nära Kalliráchi åt nordväst. Runt Kalliráchi är det ganska glesbefolkat, med 34 invånare per kvadratkilometer. Närmaste större samhälle är Limenária, 7,6 km söder om Kalliráchi. 